# 55. sydlige breddekreds
Den 55. sydlige breddekreds (eller 55 grader sydlig bredde) er en breddekreds, der ligger 55 grader syd for ækvator. Den løber gennem Atlanterhavet, det Indiske Ocean, Stillehavet og Sydamerika.